# Улица Володарского (Минск)
Улица Волода́рского (бел. вуліца Валадарскага) — улица в историческом центре Минска. Проходит от улицы Городской Вал до улицы Кирова.

## История
Историческое название улицы - Загородная, в 1870-е гг. она получила название Серпуховская в честь 120-го Серпуховского полка, отличившегося в русско-турецкой войне. В 1922 году переименована в честь В. Володарского.

## Описание
Улица проходит в юго-западном, затем юго-восточном направлении. Имеет длину 780 метров. Она начинается от улицы Городской Вал, продолжая Интернациональную улицу, делает поворот у Пищаловского замка, пересекает проспект Независимости и улицу Карла Маркса, заканчивается на улице Кирова. В начале улицы расположен сквер Адама Мицкевича с памятником поэту. Нумерация домов — от улицы Городской Вал.

## Примечательные здания и сооружения

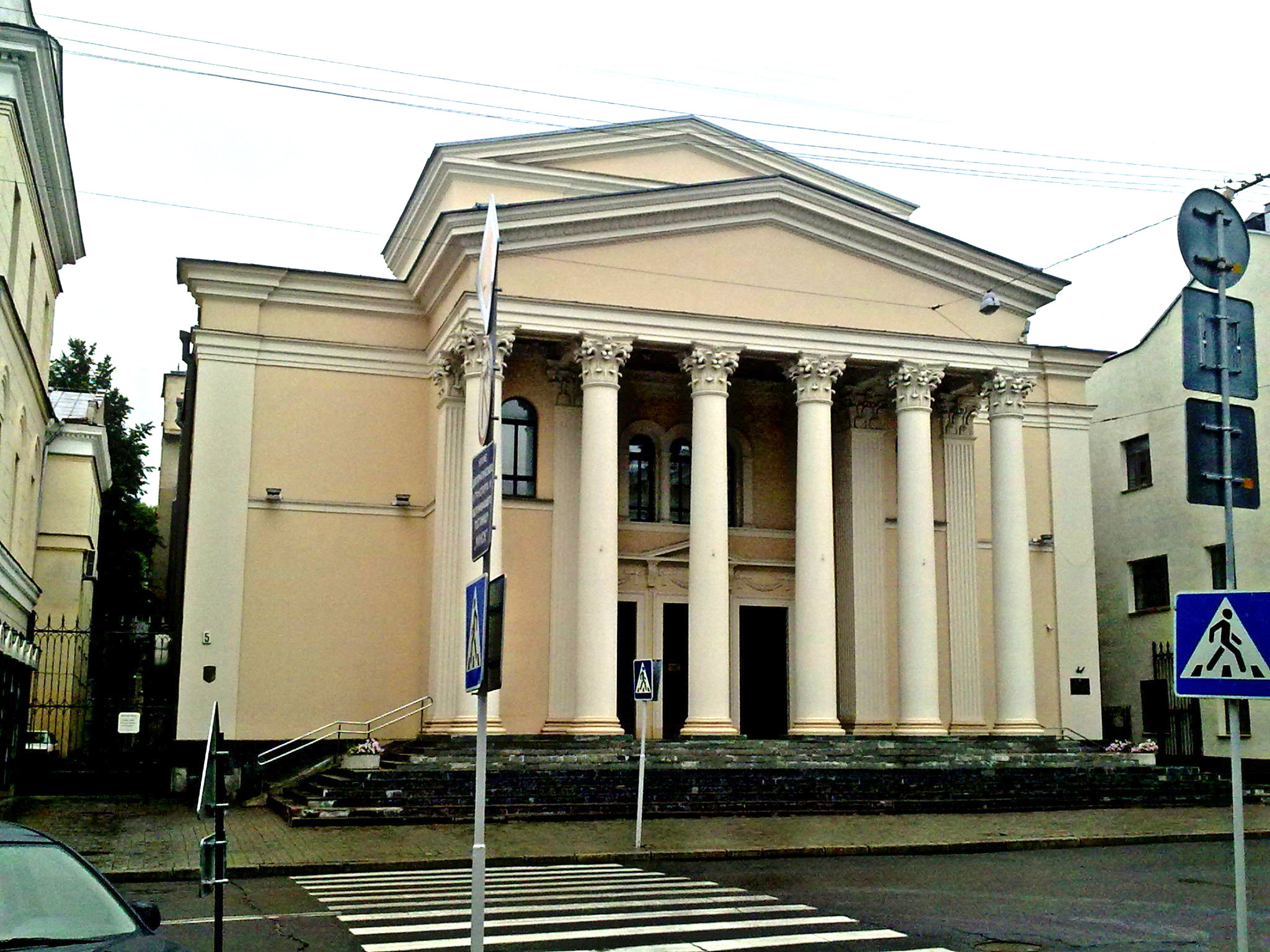
Национальный драматический театр имени Горького (дом 5)

На улице сохранилась застройка XIX — начала XX века. Преобладает застройка в стиле эклектики.
По нечётной стороне
- № 1 — здание 1950-х гг., памятник архитектуры, номер 713Г000304.
- № 3 — здание начала XX века, памятник архитектуры, номер 713Г000018.
- № 5 — Национальный академический драматический театр имени М. Горького, бывшая хоральная синагога XIX века, реконструирована в начале XX века[2]. Памятник архитектуры, номер 713Г000020.
- № 7 — трёхэтажный дом рубежа XIX—XX веков[2]. Памятник архитектуры, номер 713Г000021.
- № 9 — дом Малина, трёхэтажный дом рубежа XIX—XX веков[2]. Памятник архитектуры, номер 713Г000022.
- № 15 — здание 1920-х и 1940-х гг., памятник архитектуры, номер 713Г000024.
- № 17 — здание начала XX века и 1950-х гг., памятник архитектуры, номер 713Г000025.
- № 19 — трёхэтажный дом конца XIX века[2]. Памятник архитектуры, номер 713Г000026.

По чётной стороне

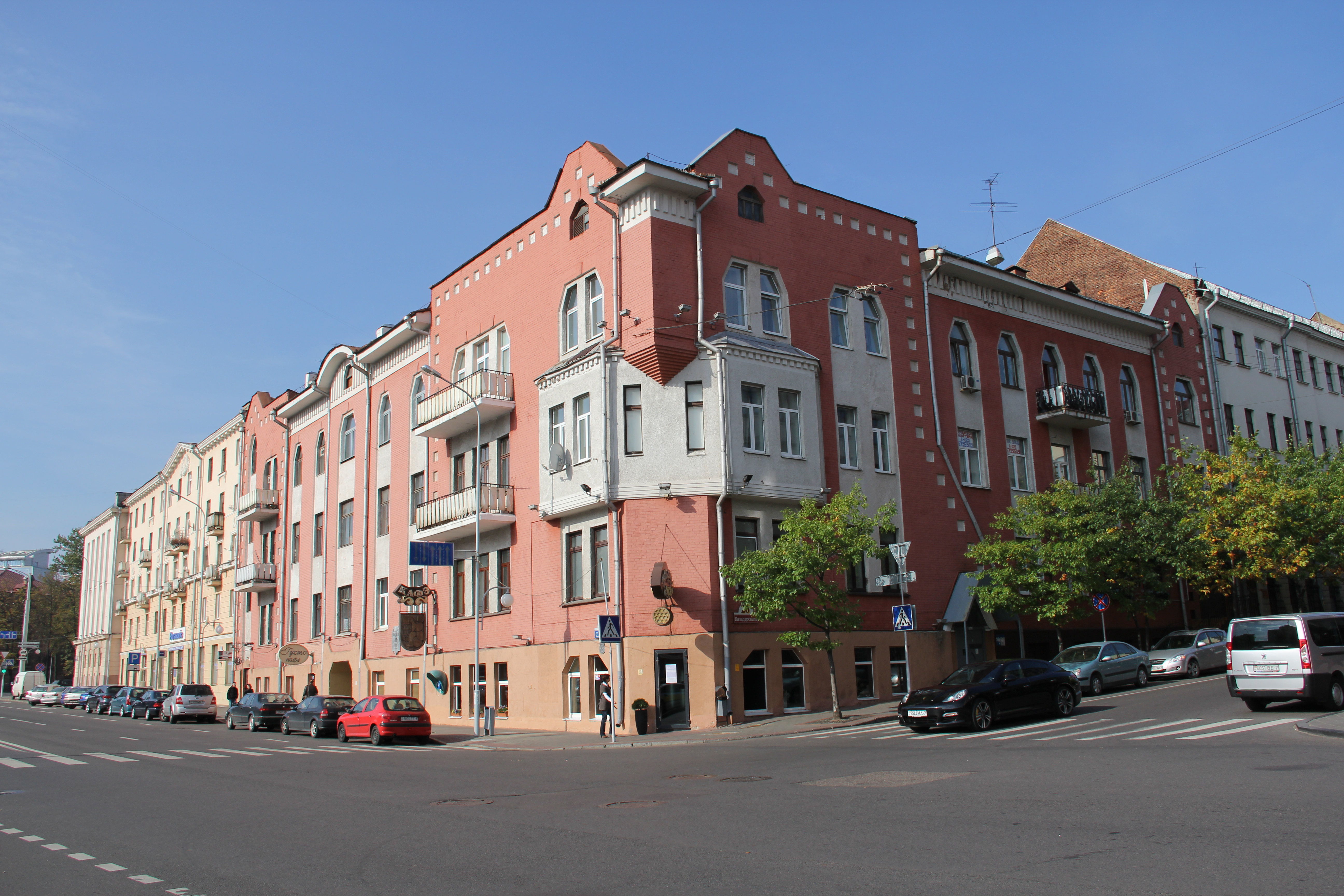
Дом Костровицкой (дом 28/11)

- № 2 — Пищаловский тюремный замок, построен в 1825 году[2].
- № 4 — здание конца XIX века, памятник архитектуры, номер 713Г000019.
- № 6 — здание 1950-х гг., памятник архитектуры, номер 713Г000305.
- № 8 — здание 1950-х гг., памятник архитектуры, номер 713Г000306.
- № 10 — здание XIX века, памятник архитектуры, номер 713Г000023.
- № 12 — трёхэтажный дом конца XIX века[2]. Памятник архитектуры, номер 713Г000023.
- № 12а — здание XIX века, памятник архитектуры, номер 713Г000023.
- № 18 — здание 1950-х гг., памятник архитектуры, номер 713Г000307.
- № 24 — здание начала XX века, 1950-х гг., памятник архитектуры, номер 713Г000027.
- № 28 (угол с улицей Кирова, 11) — дом Костровицкой, также известен как здание управления Либаво-Роменской железной дороги, построен в 1911 году в стиле модерн[2]. Памятник архитектуры, номер 713Г000070.